# Vittorio Emanuele Propizio
Vittorio Emanuele Propizio (Roma, 30 dicembre 1991) è un attore italiano.

## Biografia
Nato a Roma da genitori siciliani, lavora come interprete dividendosi tra cinema e televisione.
Tra i suoi lavori, ricordiamo i film: Mio fratello è figlio unico (2007), dove interpreta il ruolo di "Accio" da giovane, Grande, grosso e... Verdone, dove è il figlio dello stesso Verdone, Natale a Rio, il cinepanettone 2008, Natale a Rio, al fianco di Christian De Sica, Massimo Ghini e Ludovico Fremont, per la regia di Neri Parenti, e le miniserie TV: I liceali e I liceali 2, entrambe dirette da Lucio Pellegrini, con Claudia Pandolfi e Giorgio Tirabassi, rispettivamente in onda prima su Joi di Mediaset Premium e poi su Canale 5 nel 2008 e nel 2009. 
Sempre nel 2009 gira il film Natale a Beverly Hills, diretto da Neri Parenti, e nel 2010 è uno dei protagonisti di Genitori & figli - Agitare bene prima dell'uso di Giovanni Veronesi, ed è nuovamente diretto da Veronesi nel film Manuale d'amore 3, dove interpreta Cupido. 
Nel 2011 partecipa al programma televisivo su Rai 1 Lasciami cantare!, insieme a Melissa Satta, Massimo Ghini, Paolo Conticini e Francesco Pannofino, condotto da Carlo Conti, sfiorando l'eliminazione già alla prima puntata. Nell'estate del 2012 (uscito nel 2013) ha recitato nel film Niente può fermarci, per la regia di Luigi Cecinelli, insieme a Federico Costantini, già suo collega nelle serie TV de I liceali e I liceali 2. In questo film interpreta per la terza volta il figlio del personaggio interpretato da Massimo Ghini, dopo i due cinepanettoni di fine anni 2000.
Nel 2014 invece ha recitato nel film La mossa del pinguino di Claudio Amendola e nell'anno successivo nei: Uno anzi Due di Francesco Pavolini e Torno indietro e cambio vita di Carlo Vanzina. Inoltre nell'estate 2015 ha partecipato alla serie televisiva Tutti insieme all'improvviso, in onda nel 2016 su Canale 5, mentre nel 2016 al film, sempre di Vanzina, Miami Beach.

## Filmografia

### Cinema
- Mio fratello è figlio unico, regia di Daniele Luchetti (2007)
- Grande, grosso e... Verdone, regia di Carlo Verdone (2008)
- Natale a Rio, regia di Neri Parenti (2008)
- Limbo, regia di Francesca Boselli – cortometraggio (2009)
- Natale a Beverly Hills, regia di Neri Parenti (2009)
- Genitori & figli - Agitare bene prima dell'uso, regia di Giovanni Veronesi (2010)
- Manuale d'amore 3, regia di Giovanni Veronesi (2011)
- Niente può fermarci, regia di Luigi Cecinelli (2013)
- Tre giorni dopo, regia di Daniele Grassetti (2013)
- La mossa del pinguino, regia di Claudio Amendola (2014)
- Uno anzi due, regia Francesco Pavolini (2015)
- Torno indietro e cambio vita, regia di Carlo Vanzina (2015)
- Miami Beach, regia di Carlo Vanzina (2016)
- Tutto quello che vuoi, regia di Francesco Bruni (2017)
- Quando sarò bambino, regia di Edoardo Palma (2018)
- Ghiaccio, regia di Fabrizio Moro e Alessio De Leonardis (2022)
- Romantiche, regia di Pilar Fogliati (2023)
- Una fottuta bugia, regia di Gianluca Ansanelli (2024)

### Televisione
- I liceali – serie TV (2008-2011)
- Tutti insieme all'improvviso – serie TV (2016)

## Progetti e mostre
- Nel giugno 2010 partecipa a La camera scura, mostra fotografica organizzata da Amnesty International presentata a Roma contro la pena capitale.
- A novembre 2010 partecipa alla mostra Gioventù ribelle. L'Italia del Risorgimento.

## Riconoscimenti
- Premio IMAIE Astro Nascente 2007.